# Dagens Næringsliv

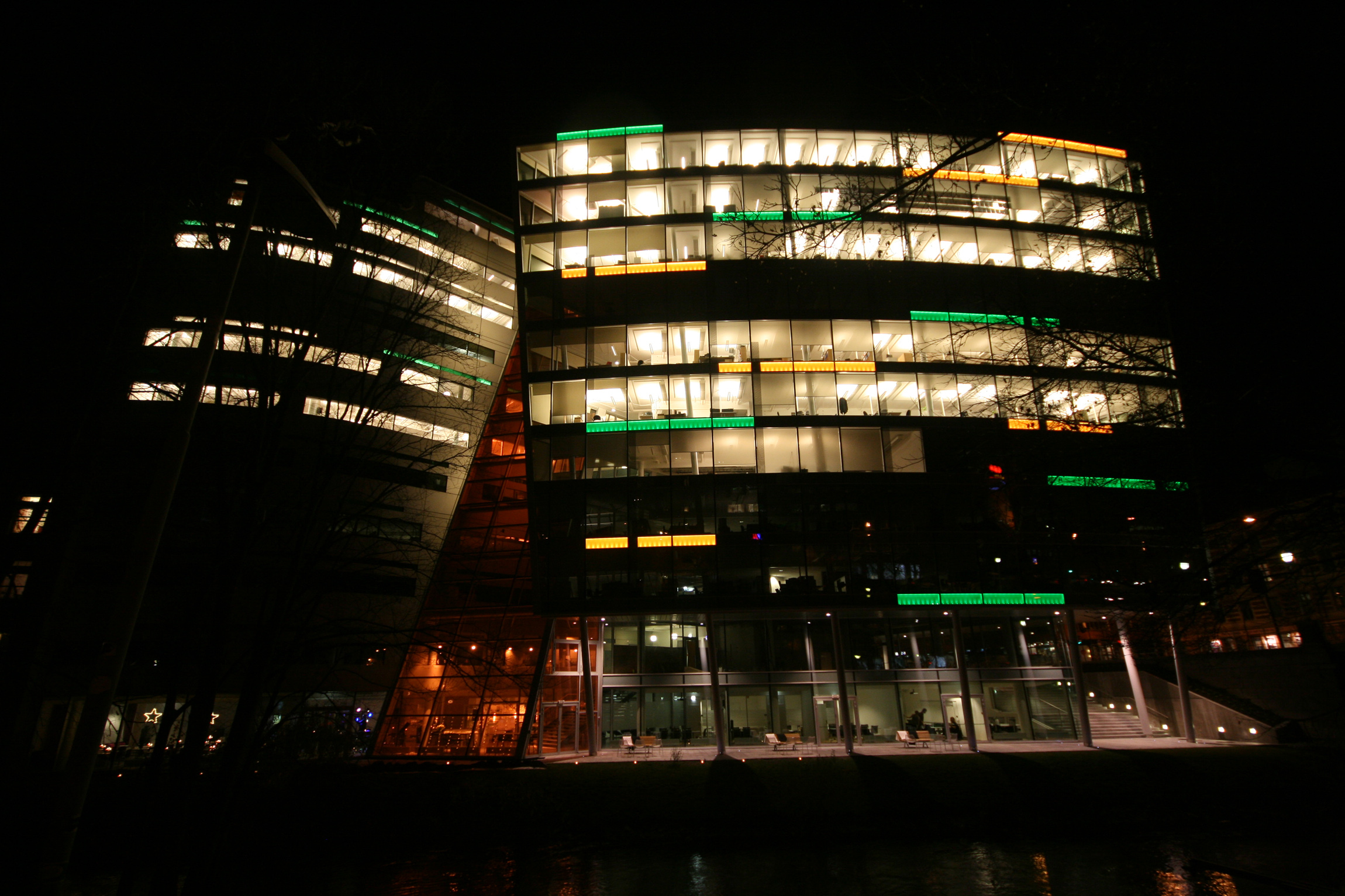
Redaktionsgebäude in der Christian Kroghs gate 16 in Oslo

Dagens Næringsliv (DN) ist eine landesweite, norwegische Tageszeitung. Sie ist die führende Finanz- und Wirtschaftszeitung Norwegens mit einer durchschnittlichen täglichen Auflage von 80.559 Exemplaren im Jahr 2010 (642.000 Leser pro Woche im Jahr 2004). Seit 2000 ist Amund Djuve Chefredakteur.

## Über die Zeitung
Die Zeitung wurde 1889 als Norges Sjøfartstidende von Kapitän Magnus Andersen gegründet, als Zeitung für die Schifffahrt. Von 1912 bis 1987 war sie als Norges Handels og Sjøfartstidende (informell: Sjøfarten, die Schifffahrt) bekannt. Dagens Næringsliv wird heute von der Medien-Konglomerat Norges Handels og Sjøfartstidende herausgegeben. Zeitweise wird die Zeitung noch heute auch als Sjøfarten benannt.
Die Zeitung gilt politisch als wirtschaftsliberal und unterstützt die konservative Partei Høyre. Inhaltlich ist sie mit Financial Times zu vergleichen. Sie wird in Oslo herausgegeben und hat Lokalredaktionen in den Städten Kristiansand, Stavanger, Trondheim und Tromsø sowie mehrere Korrespondenten im In- und Ausland.

## D2
Das D2 ist eine Lifestylemagazin und erscheint jeweils freitags als Beilage der Dagens Næringsliv. Es wird breit gefächert über verschiedenen Themen berichtet, wie Kunst, Mode, Design, Fitness, Reisen, Autos, Technologie und Essen. Gelesen wird sie von ca. 202 000 Lesern. Die D2 wurde mit nationalen sowie internationalen Preisen für ihr Design und Aufnahmen prämiert.